# 国道310号

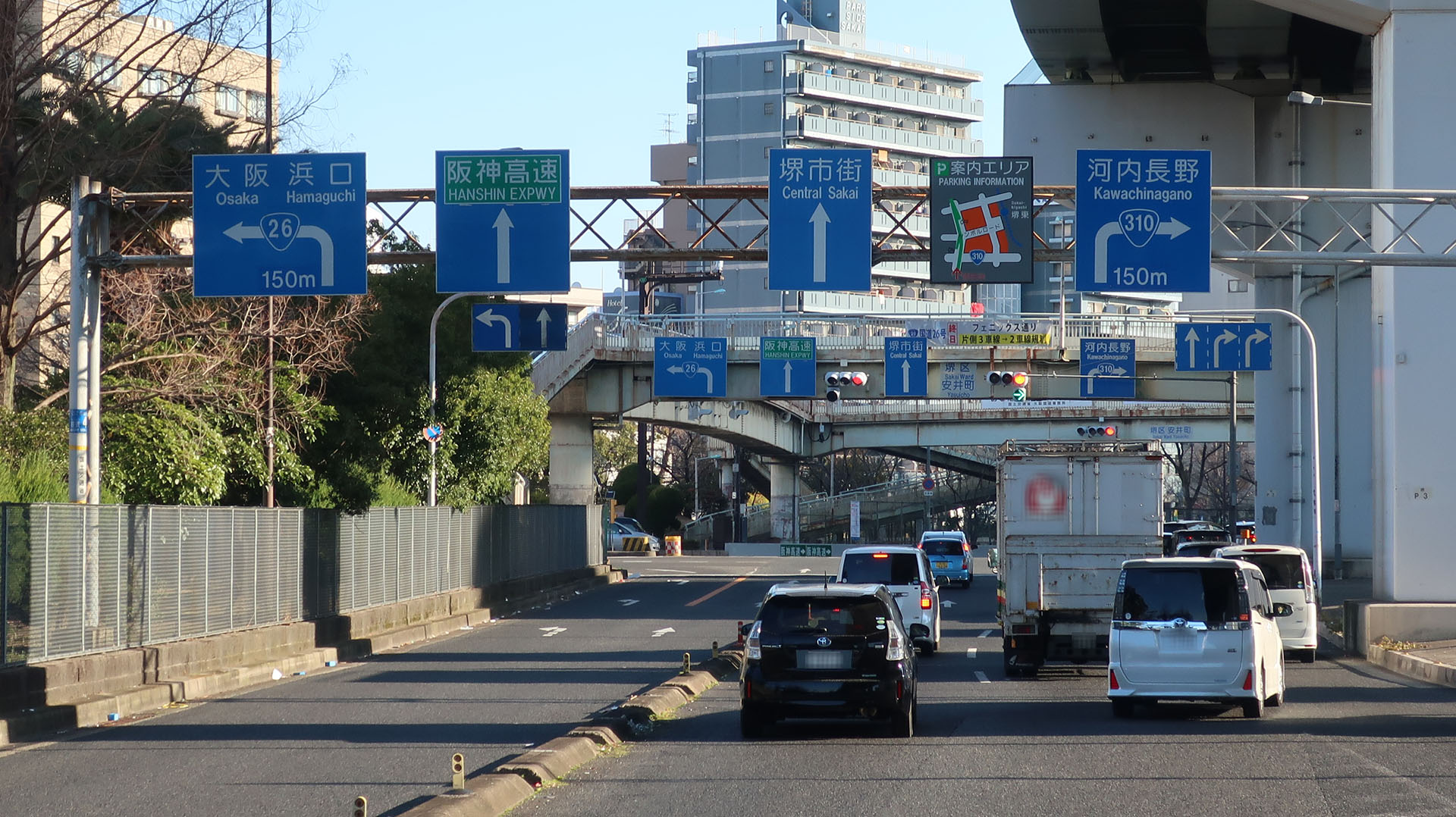
国道310号 起点
大阪府堺市堺区 堺区安井町交差点

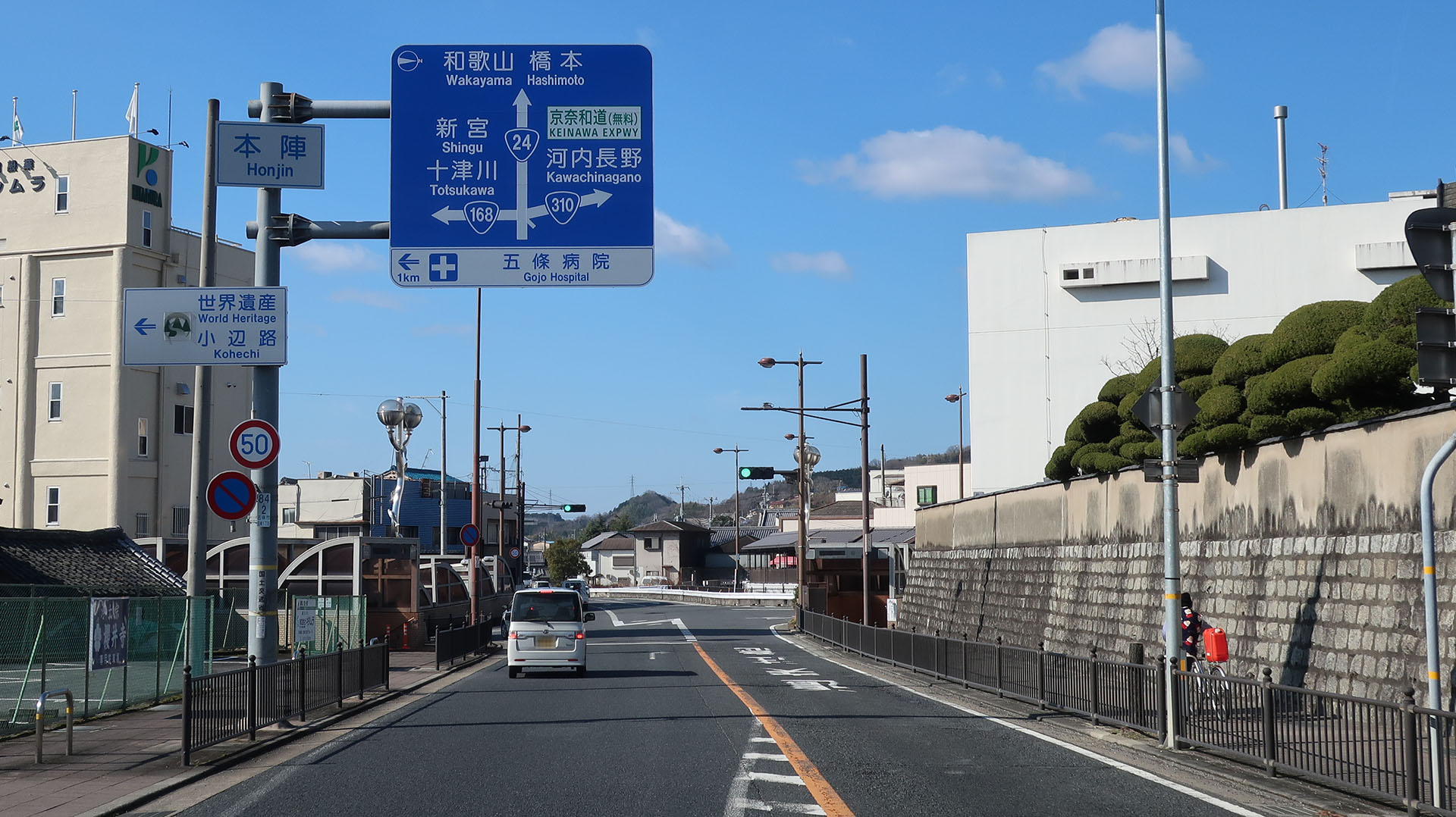
国道310号 終点
奈良県五條市 本陣交差点

国道310号（こくどう310ごう）は、大阪府堺市堺区から奈良県五條市に至る一般国道である。

## 概要

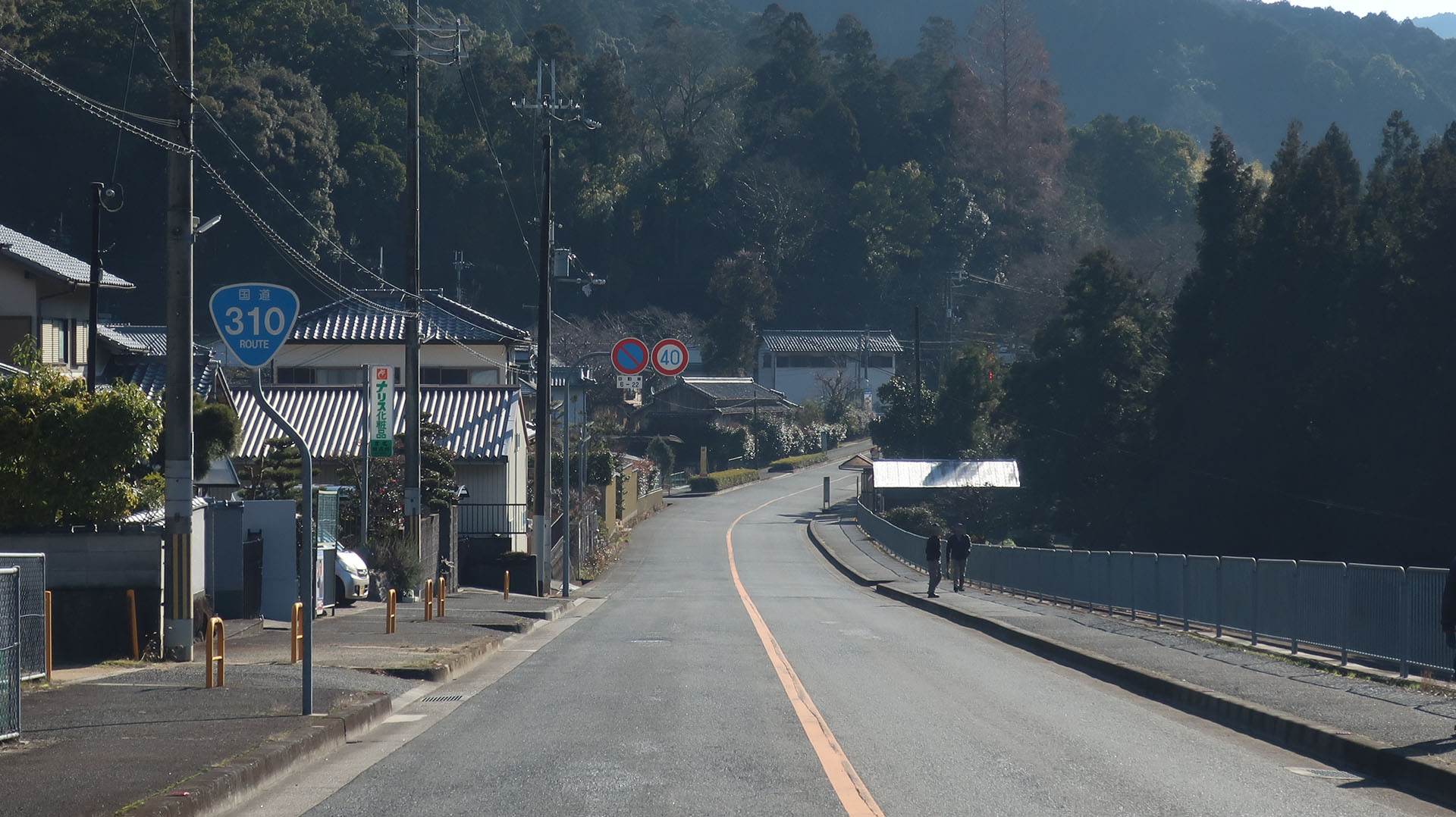
大阪府河内長野市寺元付近
2020年2月撮影

起点の堺市堺区から、大阪府南東部の南河内地域に属する、大阪狭山市や河内長野市を経由し、奈良県五條市に至る路線である。
大阪府道2号大阪中央環状線との重複区間は片側3車線であるが、その他の区間は概ね片側1車線となっている。ただし、河内長野市から県境を経て、終点の五條市までの山間部区間では、急勾配・急カーブがあり、両側1.5車線区間の狭路区間がある。

### 路線データ
一般国道の路線を指定する政令に基づく起終点および重要な経過地は次のとおり。
- 起点：堺市（堺区、堺区安井町交差点 = 国道26号交点、大阪府道2号大阪中央環状線・大阪府道31号堺羽曳野線上、阪神高速15号堺線 堺出入口）
- 終点：五條市（本陣交差点 = 国道24号・国道168号交点）
- 重要な経過地：大阪狭山市、河内長野市
- 総延長 : 39.1 km（大阪府 20.5 km、堺市 9.5 km、奈良県 9.2 km）重用延長を含む[2][注釈 2]
- 重用延長 : 0.0 km（大阪府 - km、堺市 - km、奈良県 0.0 km）[2][注釈 2]
- 未供用延長 : なし[2][注釈 2]
- 実延長 : 39.1 km（大阪府 20.5 km、堺市 9.5 km、奈良県 9.2 km）[2][注釈 2]
  - 現道 : 39.1 km（大阪府 20.5 km、堺市 9.5 km、奈良県 9.2 km）[2][注釈 2]
  - 旧道 : なし[2][注釈 2]
  - 新道 : なし[2][注釈 2]
- 指定区間：なし[3]

## 歴史
- 1970年（昭和45年）4月1日 - 一般国道310号（大阪府堺市 - 奈良県五條市）として指定。

## 路線状況

### 別名
- 西高野街道
- 大阪中央環状線（堺市堺区・起点 - 大仙陵古墳（仁徳天皇陵））
- サントー線（ニックネーム）

### 重複区間

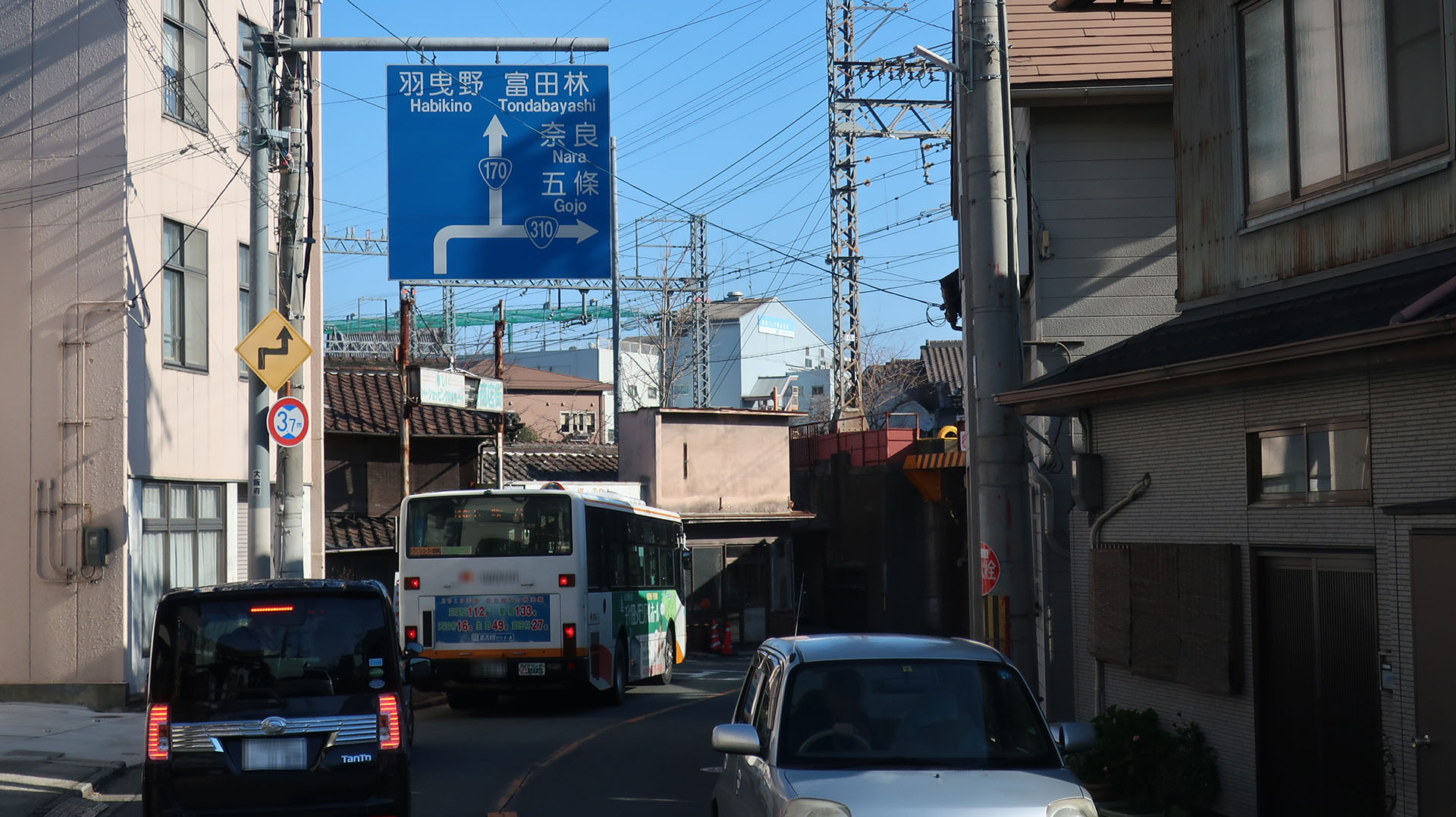
国道170号(重複区間)から分岐
大阪府河内長野市本町

- 国道170号旧道（大阪府河内長野市本町・本町（七つ辻）交差点 - 河内長野市菊水町・菊水町交差点）

### 道路施設

#### 橋梁
- 大阪府
  - 陵東橋（阪和線、堺市堺区 - 堺市北区）
  - 前阪橋（河内長野市）
  - 諸越橋（河内長野市）

#### トンネル
- 大阪府
  - 金剛トンネル：延長199 m、1966年（昭和41年）竣工、河内長野市 - 奈良県五條市

### 交通量
平日24時間交通量（台）（上下合計）

| 都道府県名 | 地点                    | 平成17年度 （2005年度） | 平成22年度 （2010年度） | 平成27年度 （2015年度） | 備考 |
| ---------- | ----------------------- | ----------------------- | ----------------------- | ----------------------- | ---- |
| 大阪府     | 堺市堺区中安井町3丁     | 83,179                  | 70,325                  | 71,212                  |      |
| 大阪府     | 堺市堺区北丸保園3       | 19,238                  | 82,043                  | 79,251                  |      |
| 大阪府     | 堺市北区百舌鳥梅北町2丁 | 19,238                  | 18,322                  | 18,102                  |      |
| 大阪府     | 堺市中区新家町          | 17,306                  | 18,112                  | 17,276                  |      |
| 大阪府     | 堺市東区草尾            | 17,306                  | 13,938                  | 13,597                  |      |
| 大阪府     | 大阪狭山市茱萸木1丁目   | 20,490                  | 19,420                  | 18,236                  |      |
| 大阪府     | 河内長野市河合寺        | 05,733                  | 06,625                  | 06,098                  |      |
| 大阪府     | 河内長野市小深          | 01,203                  | 000799                  | 000695                  |      |
| 奈良県     | 五條市中之町            | 10,619                  | 10,292                  | 09,845                  |      |

## 地理

### 通過する自治体
- 大阪府
  - 堺市（堺区 - 北区 - 中区 - 東区） - 大阪狭山市 - 河内長野市
- 奈良県
  - 五條市

### 交差する道路
| 交差する道路                                                                                         | 都道府県名 | 市町村名   | 市町村名   | 交差する場所            | 交差する場所                                 |
| --- | ---------- | ---------- | ---------- | ----------------------- | -------------------------------------------- |
| 阪神高速15号堺線 国道26号 大阪府道2号大阪中央環状線 重複区間起点 大阪府道31号堺羽曳野線 重複区間起点 | 大阪府     | 堺市       | 堺区       | 北安井町                | 堺区安井町交差点 / 起点 15-07/15-08 堺出入口 |
| 大阪府道30号大阪和泉泉南線                                                                           | 大阪府     | 堺市       | 堺区       | 一条通                  | 一条通交差点                                 |
| 大阪府道2号大阪中央環状線 重複区間終点 大阪府道31号堺羽曳野線 重複区間終点                           | 大阪府     | 堺市       | 堺区       | 東永山園                |                                              |
| 大阪府道28号大阪高石線 重複区間起点                                                                  | 大阪府     | 堺市       | 北区       | 百舌鳥梅北町3丁         |                                              |
| 大阪府道28号大阪高石線 重複区間終点                                                                  | 大阪府     | 堺市       | 北区       | 百舌鳥梅北町5丁         | 梅北南交差点                                 |
| 大阪府道28号大阪高石線 / バイパス                                                                    | 大阪府     | 堺市       | 北区       | 中百舌鳥5丁             | 中百舌鳥5丁南交差点                          |
| 大阪府道199号西鳳東線                                                                                | 大阪府     | 堺市       | 中区       | 大野芝町                | 大野芝交差点                                 |
| 大阪府道36号泉大津美原線                                                                             | 大阪府     | 堺市       | 中区       | 大野芝町                | 中茶屋北交差点                               |
| 大阪府道36号泉大津美原線 / 旧道                                                                      | 大阪府     | 堺市       | 中区       | 福田                    | 福田交差点                                   |
| 大阪府道26号大阪狭山線                                                                               | 大阪府     | 大阪狭山市 | 大阪狭山市 | 池之原2丁目             | 池の原交差点                                 |
| 大阪府道26号大阪狭山線 / バイパス                                                                    | 大阪府     | 大阪狭山市 | 大阪狭山市 | 池之原2丁目             | 池之原中交差点                               |
| 大阪府道34号堺狭山線 大阪府道202号森屋狭山線                                                         | 大阪府     | 大阪狭山市 | 大阪狭山市 | 茱萸木（くみのき）1丁目 | 亀の甲交差点                                 |
| 大阪府道38号富田林泉大津線                                                                           | 大阪府     | 河内長野市 | 河内長野市 | 松ケ丘東町              | 松ヶ丘郵便局前                               |
| 大阪府道38号富田林泉大津線 / バイパス                                                                | 大阪府     | 河内長野市 | 河内長野市 | 松ヶ丘中町              | 松ケ丘中町交差点                             |
| 国道170号 / 大阪外環状線                                                                             | 大阪府     | 河内長野市 | 河内長野市 | 原町1丁目               | 原町北交差点                                 |
| 国道170号 / 旧道 重複区間起点 国道371号 大阪府道20号枚方富田林泉佐野線 重複区間起点                  | 大阪府     | 河内長野市 | 河内長野市 |                         | 本町（七つ辻）交差点                         |
| 国道170号 / 旧道 重複区間終点 大阪府道20号枚方富田林泉佐野線 重複区間終点                            | 大阪府     | 河内長野市 | 河内長野市 | 菊水町                  | 菊水町交差点                                 |
| 大阪府道209号東阪三日市線 重複区間起点                                                               | 大阪府     | 河内長野市 | 河内長野市 | 寺元                    | くずの口バス停前                             |
| 大阪府道209号東阪三日市線 大阪府道211号中津原寺元線 重複区間起点                                     | 大阪府     | 河内長野市 | 河内長野市 | 寺元                    | 川上駐在所前交差点                           |
| 大阪府南河内広域農道 / 南河内フルーツロード 重複区間起点                                             | 大阪府     | 河内長野市 | 河内長野市 | 鳩原                    |                                              |
| 大阪府道211号中津原寺元線 重複区間終点 大阪府南河内広域農道 / 南河内フルーツロード 重複区間終点      | 大阪府     | 河内長野市 | 河内長野市 | 鳩原                    |                                              |
| 大阪府道214号河内長野千早城跡線 重複区間起点                                                         | 大阪府     | 河内長野市 | 河内長野市 | 鳩原                    |                                              |
| 大阪府道214号河内長野千早城跡線 重複区間終点                                                         | 大阪府     | 河内長野市 | 河内長野市 | 小深                    |                                              |
| 奈良県道261号西佐味中之線                                                                            | 奈良県     | 五條市     | 五條市     | 中之町                  | 中之町北交差点                               |
| E24 京奈和自動車道 / 五條道路                                                                        | 奈良県     | 五條市     | 五條市     | 釜窪町                  | 五條インターチェンジ前交差点 11 五條IC       |
| 国道24号 国道168号 国道370号 重複                                                                    | 奈良県     | 五條市     | 五條市     | 須恵1丁目               | 本陣交差点 / 終点                            |

### 交差する鉄道
- 南海高野線
- 阪和線
- 南海泉北線
- 近鉄長野線
- 和歌山線

### 沿線
- 南海本線 堺駅
- 阪堺電気軌道阪堺線 宿院停留場
- 大仙陵古墳（仁徳天皇陵）
- JR西日本阪和線・南海高野線 三国ケ丘駅
- 大阪府立大学
- 初芝立命館中学校・高等学校
- 狭山池
  - 狭山池公園
- 大阪府立狭山高等学校
- 南海高野線 千代田駅
- 河内長野市のニュータウン
- 南海高野線・近鉄長野線 河内長野駅
- 長野温泉・長野公園
- 河合寺
- 清教学園中学校・高等学校
- 観心寺